# Meredith McGrath
Meredith McGrath (Midland, 28 aprile 1971) è un'ex tennista statunitense.

## Carriera
Ottiene risultati eccezionali a livello giovanile, vince per tre anni consecutivi il doppio ragazze agli US Open dal 1987 mentre a Wimbledon si aggiudica un titolo in doppio e raggiunge la finale in singolare nel 1989.
Tra le professioniste ha vinto tre titoli in singolare e venticinque in doppio, nell'ultima specialità ha raggiunto due finali del Grande Slam nel femminile (entrambe perse) e due nel misto vincendo gli US Open 1995. In singolare ha raggiunto una sola semifinale durante Wimbledon 1996 quando si arrese alla spagnola Arantxa Sánchez Vicario.
Nel 1994 dopo essersi ripresa da un importante infortunio ha vinto il WTA Awards come miglior ritorno dell'anno.

## Statistiche

### Singolare

#### Vittorie (3)
| Legenda:              |
| --------------------- |
| Grande Slam (0)       |
| Ori Olimpici (0)      |
| WTA Championships (0) |
| Tier I (0)            |
| Tier II (1)           |
| Tier III (2)          |
| Tier IV & V (0)       |

| No. | Data             | Torneo                           | Superficie | Avversaria in finale | Punteggio     |
| 1.  | 20 febbraio 1994 | RMK Championships, Oklahoma City | Cemento    | Brenda Schultz       | 7–6, 7–6      |
| 2.  | 18 giugno 1994   | AEGON International, Eastbourne  | Erba       | Linda Wild           | 6–2, 6–4      |
| 3.  | 16 giugno 1996   | AEGON Classic, Birmingham        | Erba       | Nathalie Tauziat     | 2–6, 6–4, 6–4 |

### Doppio

#### Vittorie (25)
| Legenda:              |
| --------------------- |
| Grande Slam (0)       |
| Ori Olimpici (0)      |
| WTA Championships (0) |
| Tier I (3)            |
| Tier II (10)          |
| Tier III (5)          |
| Tier IV & V (7)       |

| No. | Data              | Torneo                                         | Superficie  | Compagna                | Avversarie in finale                 | Punteggio     |
| 2.  | 12 novembre 1989  | Virginia Slims of Nashville, Nashville         | Cemento     | Manon Bollegraf         | Natalija Medvedjeva Leila Meskhi     | 1–6, 7–6, 7–6 |
| 2.  | 11 febbraio 1990  | Virginia Slims of Kansas, Wichita              | Cemento     | Manon Bollegraf         | Mary Lou Daniels Wendy Prausa        | 6–0, 6–2      |
| 3.  | 12 agosto 1990    | Virginia Slims of Albuquerque, Albuquerque     | Cemento     | Anne Smith              | Mareen Louie-Harper Wendy Prausa     | 7–6(2), 6–4   |
| 4.  | 4 novembre 1990   | Bank of the West Classic, Oakland              | Sintetico   | Anne Smith              | Rosalyn Fairbank Robin White         | 2–6, 6–0, 6–4 |
| 5.  | 11 novembre 1990  | Virginia Slims of Indianapolis, Indianapolis   | Cemento     | Patty Fendick           | Katrina Adams Jill Hetherington      | 6–1, 6–1      |
| 6.  | 24 febbraio 1991  | RMK Championships, Oklahoma City               | Cemento     | Anne Smith              | Katrina Adams Jill Hetherington      | 6–1, 6–1      |
| 7.  | 10 marzo 1991     | Virginia Slims of Florida, Boca Raton          | Cemento     | Samantha Smith          | Larisa Neiland Nataša Zvereva        | 4–6, 6–7      |
| 8.  | 25 aprile 1993    | Commonwealth Bank Tennis Classic, Kuala Lumpur | Cemento     | Patty Fendick           | Nicole Arendt Kristine Kunce         | 6–4, 7–6      |
| 9.  | 17 ottobre 1993   | Montpellier Open, Montpellier                  | Sintetico   | Claudia Porwik          | Janette Husárová Dominique Monami    | 3–6, 6–2, 7–6 |
| 10. | 7 novembre 1993   | Bank of the West Classic, Oakland (2)          | Sintetico   | Patty Fendick           | Amanda Coetzer Inés Gorrochategui    | 6–2, 6–0      |
| 11. | 16 gennaio 1994   | Medibank International Sydney, Sydney          | Cemento     | Patty Fendick           | Jana Novotná Arantxa Sánchez Vicario | 6–2, 6–3      |
| 12. | 20 febbraio 1994  | RMK Championships, Oklahoma City (2)           | Cemento     | Patty Fendick           | Katrina Adams Manon Bollegraf        | 7–6, 6–2      |
| 13. | 17 aprile 1994    | PTT Pattaya Open, Pattaya                      | Cemento     | Patty Fendick           | Yayuk Basuki Nana Miyagi             | 7–6, 3–6, 6–3 |
| 14. | 24 aprile 1994    | Singapore Open, Singapore                      | Cemento     | Patty Fendick           | Nicole Arendt Krisine Radford        | 6–4, 6–1      |
| 15. | 21 agosto 1994    | Rogers Cup, Montréal                           | Cemento     | Arantxa Sánchez Vicario | Pam Shriver Liz Smylie               | 2–6, 6–2, 64  |
| 16. | 28 agosto 1994    | Schenectady Open, Schenectady                  | Cemento     | Larisa Neiland          | Pam Shriver Liz Smylie               | 6–2, 6–2      |
| 17. | 2 ottobre 1994    | Sparkassen Cup, Lipsia                         | Sintetico   | Patty Fendick           | Manon Bollegraf Larisa Neiland       | 6–4, 6–4      |
| 18. | l9 febbraio 1995  | Open GDF Suez, Parigi                          | Cemento     | Larisa Neiland          | Manon Bollegraf Rennae Stubbs        | 6–4, 6–1      |
| 19. | 26 febbraio 1995  | Generali Ladies Linz, Linz                     | Sintetico   | Nathalie Tauziat        | Iva Majoli Petra Schwarz             | 6–1, 6–2      |
| 20. | 23 settembre 1995 | Moscow Ladies Open, Mosca                      | Sintetico   | Larisa Neiland          | Anna Kurnikova Aleksandra Olsza      | 6–1, 6–1      |
| 21. | 1º ottobre 1995   | Sparkassen Cup, Lipsia (2)                     | Sintetico   | Larisa Neiland          | Brenda Schultz Caroline Vis          | 6–4, 6–4      |
| 22. | 22 ottobre 1995   | Brighton International, Brighton               | Sintetico   | Larisa Neiland          | Lori McNeil Helena Suková            | 7–5, 6–1      |
| 23. | 25 febbraio 1996  | Faber Grand Prix, Essen                        | Sintetico   | Larisa Neiland          | Lori McNeil Helena Suková            | 6–4, 3–6, 4–6 |
| 24. | 3 marzo 1996      | Generali Ladies Linz, Linz (2)                 | Sintetico   | Manon Bollegraf         | Rennae Stubbs Helena Suková          | 6–4, 6–4      |
| 25. | 19 maggio 1996    | WTA German Open, Berlino                       | Terra rossa | Larisa Neiland          | Martina Hingis Helena Suková         | 6–1, 5–7, 7–6 |